# Paweł Kapusta (1899–1981)
Paweł Kapusta (ur. 27 lipca 1899 w Wołowicach, zm. 1981 w Nasielsku) – starszy sierżant Wojska Polskiego, kawaler Orderu Virtuti Militari.

## Życiorys
Urodził się 27 lipca 1899 w Wołowicach, w ówczesnym powiecie krakowskim Królestwa Galicji i Lodomerii, w rodzinie Feliksa i Anny z Hajtów. Po ukończeniu czterech klas szkoły ludowej pracował w gospodarstwie rolnym rodziców. Od 12 lutego 1917 do 14 listopada 1918 służył w cesarskiej i królewskiej Armii. Walczył na froncie włoskim, gdzie 20 października 1918 został ranny.
12 lutego 1919 został wcielony do Wojska Polskiego. W czasie wojny z bolszewikami walczył w szeregach 11. kompanii III batalionu 13 pułku piechoty. Wyróżnił się „2 czerwca 1920 podczas ataku na folwark Kubarki, obwarowany okopami rosyjskimi z czasów wojny światowej i silnie obsadzonymi przez bolszewików”.
Po zakończeniu działań wojennych kontynuował służbę w 13 pp w Pułtusku, w charakterze podoficera zawodowego. W marcu 1934 pełnił służbę na stanowisku szefa kompanii.
Był żonaty, miał syna Antoniego Feliksa (ur. 1931) i córkę Wieńczysławę (1937–2021), zamężną z Andrzejem Gizmajerem (1931–2021).
15 maja 2016 na skwerze imienia kpt. Antoniego Sochaczewskiego w Nasielsku odsłonięto kamień pamiątkowy z tablicą dedykowaną m.in. Pawłowi Kapuście.

## Ordery i odznaczenia
- Krzyż Srebrny Orderu Wojskowego Virtuti Militari nr 1481[5] – 26 marca 1921[11][12][13]
- Krzyż Walecznych[14][15]
- Brązowy Krzyż Zasługi[14]
- Medal Pamiątkowy za Wojnę 1918–1921[14]
- Medal Dziesięciolecia Odzyskanej Niepodległości[14]
- Brązowy Medal za Długoletnią Służbę[16]